# 丹地溜冰場
丹地溜冰場（Dundee Ice Arena）是一個位於丹地坎珀當的多用途滑冰場，設有2,300觀眾席，以座位數計算是蘇格蘭第四大滑冰場。
丹地溜冰場上演一系列賽事，包括是冰球球隊丹地之星的主場，花样滑冰的競賽和主辦第七屆WUKF世界空手道錦標賽。

## 歷史
丹地溜冰場建於2000年，耗資約660萬鎊，每年營運費為約40萬鎊。溜冰場開幕那年，冰球球隊丹地之虎回到丹地為主場，並贏得了2000/01年蘇格蘭全國冰球聯賽冠軍。
溜冰場建成一年後，新的冰球球隊丹地之星組成，同樣以這球場為主場。
2018年，丹地溜冰場主辦第七屆WUKF世界空手道錦標賽，是丹地史上最盛大的賽事，亦是蘇格蘭首個主辦這賽事的城市。比賽期間，滑冰場被空手道比賽平台覆蓋，而場館亦因為改造工程而暫時關閉。

## 外部連結
- 官方网站

56°28′54″N 3°01′29″W / 56.481746°N 3.024628°W